# ブレーメンII
『ブレーメンII』（ブレーメンツー）は、川原泉による日本の漫画。「PUTAO」（白泉社）にて1998年に連載を開始し、その後、1999年に同社の「メロディ」に掲載誌を移して2004年まで連載された。単行本は白泉社ジェッツコミックス全5巻、文庫全4巻。
2005年に、第36回星雲賞コミック部門、および第4回センス・オブ・ジェンダー賞特別賞を受賞した。

## 概要
『カレーの王子さま』（白泉社文庫版では『空の食欲魔人』）におさめられている『アンドロイドはミスティー・ブルーの夢を見るか?』の続編。キラ「イレブン・ナイン」船長とナッシュ社長、コンピュータ人格のアンブレラが再登場している。

## ストーリー
宇宙時代を迎えた頃、少子化と宇宙進出により、人類はかつてない人手不足に見舞われていた。そこで、遺伝子工学やバイオテクノロジーによって、ブレーメン-「体格を人間並みとし、種の特性を持ちつつも、知性を高められた働く動物たち」が生み出され、キツくて危険な職場に於ける人手不足は解消されつつあった。
そんな折、ブレーメン達を船内全てにおける乗務員として雇用した初の大型輸送船「ブレーメンII」は、誤差が少なく優秀で厳密という「イレブン・ナイン」の異名を持つキラ・ナルセ船長の指揮の元、宇宙を股に掛けて様々な星を巡り航海することになる。しかし、行く先々で未曾有のトラブルにまきこまれる。

## 登場人物

### ブレーメン(働く動物)以外の登場人物
キラ・ナルセ
スカイ･アイ社所属の女性宇宙飛行士。9が11個続く、すなわち99.999999999%という正確さを誇るという意味で、「イレブン・ナイン」の二つ名を持つ。物語冒頭で大型輸送艦「ブレーメンII」の船長に就任し、様々な動物たちと一緒に宇宙を旅する事になる。ナッシュとは気心の知れた仲で、よく彼の「お忍び」に付き合わされている。
学校を5年飛び級しており、若くして宇宙飛行士となった。船長としてもスカイ・アイ社史上最年少である。
出航当初は青ざめた顔で「ほんとに飛んでるよ、オイ～…」と呟く程の不安を抱いていたが、船のクルーたちと接するうちにブレーメン達への偏見や心配なども無くなり、命を預けるようになるまでに信頼、常に誠実、公平、親身になって接している。
前作では髪に彩色がない茶髪だったが、本作では黒髪。これは、ナガサキ・シティの実家に帰省した時に、髪を染めていたのを母親に叱られたかららしい。
ナッシュ・ユーイング・レギオン
スカイ・アイ社社長。世間では完全無欠の実業家と思われているが、実は両親のエリート教育の反動で、嗜好・性格はかなり子供っぽく、駄菓子が大好き。元々は宇宙飛行士志望だったため、しばしばキラの船に忍び込み、宇宙旅行を楽しむ事がある。今回のブレーメンIIの処女航海においても、セキュリティコンピューターを丸め込んで密航するが、すぐに見つかり、船のオーナーでありながら下っ端甲板員として働く事になる。
前作では、影武者のアンドロイドと入れ替わり、故障したアンドロイドのふりをして、キラの宇宙船に乗り込んだ。彼女とはこの時からの付き合いであり、以降、事ある毎にキラの船に密航を企てる。また、前作ではモコモコの髪をしていたが、今回は影武者のほうが「この髪型は鬱陶しい」とオールバックに勝手に変えてしまい、本物のほうが影武者に合わせざるを得なくなった。
リトル・グレイ
別名・くつくつ虫。この時代において、地球人類が出会った唯一にして最悪の異星人。身長60cmほどの子供の落書きのような人型で、顔も同じく単純な線で構成される。常に「くつくつ」と笑いながら意味不明な事を口走っており、こちらがどんなに真剣に話しかけようと、全く会話がかみ合わない。とうとう地球人全員が彼らとコミュニケーションを取る事をあきらめてしまい、道端で会っても無視するのがこの時代の常識となっている。
性別は一応ある。リトル・グレイと呼ばれているのはオスのほうで、メスのほうはラージ・グレイと呼ばれ、170cmほどの人型である。メス一人に対し、オスは十万人とメスの数が極端に少ないにもかかわらず、一夫一婦制。
科学力は地球人のそれを遥かに凌駕しており、彼らの乗る宇宙船は、地球人の科学力では解明不可能のオーバーテクノロジーを満載している。
そのうちの一匹が、何の気まぐれかブレーメンIIに接触。厳戒態勢を敷いていたにもかかわらず船内に進入、キラになついてしまい、居候する事になった。歌が上手い。うみにんに似ているという指摘がある。
「小人たちが騒ぐので」以降の川原作品に頻出しているキャラクターであり、この作品においてもマスコットキャラクターを務める。「レナード現象には理由がある」の舞台・彰英高校の噴水にはそっくりの像がある。
ティーター・モーゲンスターン博士
生物工学者。深刻な人手不足を解消するため、遺伝子操作を施して、動物を人間同様に働けるようにした張本人。
自分の子供同然のブレーメンたちが過酷な労働を課せられることに心を痛めており、彼らの良い就職先を探している。
アンブレラ
ブレーメンIIの主任コンピューター。名前の通り、モニター上では傘の姿をとっている。前作では小型貨物船シュリンクスに搭載されていたが、その後昇進し、ブレーメンIIに搭載された。連邦軍の機密データの『合鍵』を持つ高性能AI。
ドリアード23号
人類史上最強にして最悪の違法薬物「ドリアード」のうちの一体。一見木のように見えるが実は草で、歩行能力とある程度の意思を持つ。人間では追いつけないほど早く走ることができる。
惑星カルナックにキラとナッシュが捜索に下りた際、守護者の子供たちを探してさまよっていた所を発見される。事件後もリトル・グレイになついて離れないため、薬物の原料となる花・実を廃棄する条件でブレーメンⅡに搭乗する。
ナッシュ・コピー
ナッシュ社長の影武者。宇宙に三体しかいない超A級アンドロイドで、専門家でも分解しなければ人間と見分けがつかないほど。ナッシュ社長があまりに忙しいので、そのサポートをするために作られたはずだが、最近はナッシュが「お遊び」で仕事を抜け出す事が多く、そのしわ寄せを喰らう形になっているため機嫌が悪い。
ナッシュ社長の髪型が変わったのは、ナッシュ・コピーが勝手に変えたため。本物のほうが影武者に合わせるという本末転倒の事態を招いている。

### ブレーメンIIに乗り込むブレーメン(働く動物)
ダンテ
マウンテンゴリラ。ブレーメンIIにおいては副船長を務める。出航してすぐキラから船の指揮権を任されたため、感涙にむせぶ。嘘をつく際は白目になる癖があり、モーゲンスターン博士には注意されていたが、まだ治らない。
シルビア
ウサギ。ブレーメンIIにおいては航宙図士を勤める。女性（メス）。
オスカー
ブレーメンIIの航宙士。 黒ヒョウ。
李（リー）
ジャイアントパンダ。ブレーメンIIの船舶給仕長。食堂・調理室・食料貯蔵庫など、船の食料全般に関する総責任者。
アームストロング
ブレーメンIIの船医。カンガルー。
旧名はヘンデルであったが、部下が、ワラルーのオルドリン、ワラビーのコリンズであったため、ニール・アームストロングに因んで改名した。
マエダ
ブレーメンIIの甲板員。水兵服を着たカエル。上司はライオンのトマス甲板長。同僚にイワトビペンギンのケンタ、アデリーペンギンのマック、コウテイペンギンのモスが居る。
アベル
ブレーメンIIの図書館に勤務する 白ヤギ。Mission1の初登場時は司書とあったが、Misson2からは館長になっている。読書好きな穏やかな性格。
黒ヤギのカインとはクローンの双子。カインの思考を一方的に読み取ることが出来、またカインが近づくとその存在を感知することができる。
ヨシダ
ブレーメンIIの警備長。両耳と左目の周りが毛色の違う犬。部下に警備A班長ネコのトム、B班長キツネのエルウィン、C班長ゾウのデカプリオなどがいる。
ミーシャ
ブレーメンIIの機関長。とても心優しいヒグマ。部下にシロクマのニュート機関士が居る。
ピピン
ブレーメンIIの通信士。ブタ。
その他立ちワニのコステロ、ネズミのジェリーなどブレーメン乗組員の総数は86名。シルビアのように女性も居る。

### 各話の主な登場人物

#### Misson2「ジャックと豆の木」
ジャック・王（ワン）
23歳。アジア・ゾーン、チャイナ・エリアの黒龍江の出身。とても動物好きで、モーゲンスターン博士が動物を遺伝子操作して労働力にするというニュースに憤る。
何をすればいいか分からなかったので、昔国際環境保護団体で活動していた隣村の頗じいさんに倣い「 グリーンピース」として活動することを決意するが、「緑の平和」ではなく「緑豆」と勘違いしていた。ブレーメンIIの運行を妨害しようとしたΩヴェリタス社から支給されたステルス・スーツを着て艦内に忍びこみクルーを次々と襲撃したが、そのステルス・スーツがリトル・グレイの雄達を引き寄せる性質だったためリトル・グレイの大群に集られて動けなくなり、とうとう逮捕される。その後、惑星アルバトロスで刑に服した後、仮釈放された。

#### Misson3「やぎさんゆうびん」
エルンスト・ヘルツォーク
複数の博士号を持つ完全主義者。病弱で孤独な内面を持つ。早死の家系だったことから「超人願望」に駆り立てられ、遺伝子レベルでの自己改造を行う。
かつては端整な顔立ちの美青年であったが、自ら投与した生体ナノ・マシーンの作用でひび割れた表皮に大きな山羊の角を持つ化け物のような姿に変態しており、身体能力も飛躍的に上昇し、ケブラーβ製の防護服ですら簡単に引き裂く爪を所持する。性格も当初は大人びたものだったが末期では子どもっぽい言動が目立つ。
自身の体を強化するため生体ナノ・マシーンの研究に傾倒、そのナノ・マシーンの機能を使ってモーゲンスターン博士の研究所で働いていた時に黒ヤギのカインの能力を盗み出し、それを自身の肉体に組み込んだ。その後殺人・麻薬取締法違反などの罪で逮捕される。
辺境刑務惑星ムィン・シャンクルに流刑になる途中、司法護送船MJ10の乗組員・司法省職員・流刑囚（計335名）すべてを虐殺。刑務官と偽りブレーメンⅡに保護されるが、自身が取り込んだカインの存在を感知したアベル館長に正体を見破られ、船の一部を破壊した後逃走。惑星プレリアでドリアードを基礎としたさらに凶悪な薬物「天国の門」（ヘブンズ・ゲート）を作りあげ、惑星フロリナでの資金の調達および部下に対する恐怖支配を実行していた。そこで潜入捜査していたハークネスを捕らえて彼を実験台にし、今度はシャキールを新たなナノ・マシーンのベースにしようとするが、ハークネスの救助に来たシャキールとブレーメンIIのクルー達の妨害に遭って失敗。そして最後はキラの嘲笑や脱出したハークネスの罵倒に憤慨し、暴れ狂った末にナノ・マシーンの暴走で体が破裂し死亡した。
犯罪者登録番号E-Y305-M427314。後にマスコミにより「闇の王子」という呼び名がつけられるが相反してキラには「ハッチポッチパッチ（ごった煮のツギハギ・HPP)」と呼ばれる。
カイン
敏捷性に優れ、驚異的な運動能力を持っていた黒ヤギ。アベルと同じ細胞から育ったクローン兄弟。アベルのように相手の思考を読む能力は無い。
尊敬していたヘルツォークに有機的ナノマシーンを投与され能力を盗まれる。身体が抜け殻になった後は精神体となってヘルツォークと共に居たが、ヘルツォークに「いらない」と言われ分離。ハークネス捜査官に「天国の門」の化学式と解毒治療法を伝え、消滅する。

#### Mission4「第6の封印」
レオニード・レオノフ少佐
連邦宇宙軍第7艦隊所属船 高速巡洋艦ブルーリッジの艦長。
ブレーメンIIの船内レストランに招待された時、「そんな金があるならレーザー砲でも装備すればいい」「貴社(スカイ・アイ）の兵器は信頼性が高く好きだった」など、軍備にこだわる発言が見られる。
ネコ好き。ネコじゃらしを携帯しており、トム（ブレーメン）に出会った時遊ぼうとするのは勿論、その他の登場時もセリフに合わせるように振っている。
エリシャ・イングラム
惑星カルナック代表でインコ森羅教の大主教。違法薬物ドリアードの中毒患者。恒星バステトの超新星爆発の危機の際にもインコ教の予言を信じて脱出を拒否。一部の部下と共に「守護者」と呼ばれる三人の子供達を人質にして星の地下に立てこもる。キラ達の再三の説得にも耳を貸さず、最後はクルーの手で強制連行された。
アリ、ヤスミン、エミル
神秘の木（ドリアード）と心を通わせることが出来る子供達。「守護者」と呼ばれ、管理・栽培・育成を任されている。
精神感応で木と結びついているため、木と引き離されると死ぬか気が狂ってしまうとされるが、カルナック脱出の際にはキラ艦長の計らいでドリアード達と共に星を脱出し、カルナックからの移民としてナッシュが寄付した新惑星に移住した。

#### Mission5「黄泉国まで」
ラウル・ダ・シルバ
Ωヴェリタス社社長。
ナッシュの元同級生で、12歳の頃全寮制男子校でナッシュに勝手におやつを食べられてしまった過去があり、また業務上のライバルであることで仲が悪い。
自分の前から姿を消した妻であるジゼルを追いかけて惑星イザナミに行こうとしていた。その際、男性に有害な電磁波を遮断するためかつて自社が開発したステルス・スーツを着込んで現場に乗り込むもやはりリトル・グレイの大群に襲われる。しかしどうにかリトル・グレイの集団を操ってジゼルとキラ達の救助に成功した。
ジゼル・ダ・シルバ（ジゼル・コールラウシュ・ダ・シルバ）
12歳下のラウルの妻。ウマ年生まれ。先祖代々鉱山技師の家に育つが突然の落盤事故にあい、天涯孤独の身となる。その後ラウルと結婚するが、彼が曽祖父の罪滅ぼしのために結婚したと思い込んで彼の元を去り惑星イザナミに逃げ込んだ。キラ達と共にネセサリウム坑道の落盤事故に巻き込まれるが、ステルス・スーツの効果でリトル・グレイの制御に成功したラウルの手で救助されてよりを戻した。
ジョルジェ・ジョゼ・ダ・シルバ（JJ）、ミラン・コールラウシュ（コール）
25歳の時から新しい惑星を見つけるために辺境星域を飛び回っていた宇宙山師。ラウルの曽祖父、ジゼルの曽祖父にあたる。
西暦2246年(作中より60年前）イザナギ・イザナミの2つの惑星を発見する。イザナギは居住に適した地球型惑星、イザナミは宇宙船の製造に必要なネセサリウムの鉱脈が豊富に存在する資源惑星であったが、一個人に帰するにはあまりに大きすぎる権利であったため、連邦政府に剥奪される。その後二人は政府から多額の補償金を支払われるも、ジョルジェは息子の会社を立て直すため、その金を独り占めしてしまう。ミランの方はそれを笑って許したが、JJはそんなミランに対してさらに強い罪悪感を抱き、以降シルバ家はコールラウシュ家への贖罪を命題とするようになる。

#### Misson6「タイガー タイガー」
シャキール
ブレーメン第一期生のシベリアン・タイガー。連邦捜査官の任に就いており、アレン・ハークネス捜査官とペアを組む。
ブレーメンIIの乗組員にとっては大先輩・伝説的存在にあたるため、一身に尊敬を受けているが、初の「働く動物」として世間の厳しい目に晒されているためか、厳格な性格。
悪魔の新薬「天国の門」の捜査のためブレーメンⅡに搭乗。自分の理解者であるハークネスを救うため単身ヘルツォークのアジトに忍び込むが、ヘルツォークの手下の攻撃で負傷、そこをブレーメンクルーの協力とハークネスの犠牲で救われた。その後は一時自失状態に陥っていたが、同僚のトムの献身で立ち直りつつある。
アレン・ハークネス
ブレーメンであるという理由でパートナーに恵まれずに過ごしていたシャキールの人柄と能力を買い、ペアを組んでいた捜査官。ヘルツォークが惑星プレリアに居るという情報を受け、身分を隠して潜入捜査を行う。しかし、途中でその正体が露見してしまい、実験台としてヘルツォークと同じ生体ナノ・マシーンを投与されてしまう。その後、黒山羊のカインの精神体の手で拘束から逃れ、ヘルツォークに襲われたシャキールを庇って死亡した。

#### Mission7「熊の親切」
トム（人間）
フロリナ支局の連邦捜査官。本人曰く一番下っぱ。ブレーメンを毛嫌いする惑星住民が多い中で、Mission6事件後リハビリ中のシャキールをとても気遣う。
アリス
フロリナ郊外のアミューズメントパーク「アリス・ファンタジオーソ」の経営者の孫。
長い髪にカチューシャのようなリボン、パフスリーブのワンピースにエプロンと、ディズニー的「不思議の国のアリス」のイメージ。
実は人間ではなく「アリス・ファンタジオーソ」を統括する上位人工知能（スーパーAI）のA級アンドロイドで、AIの能力としてはアンブレラと互角。また、ミーシャを軽く投げ飛ばすほどの力がある。
オーナーのジョレスが危篤になったため、経営危機に陥った「アリス・ファンタジオーソ」を守るべくブレーメンIIの機関長ミーシャを新たな従業員にしようと誘拐し、彼を救助に来たキラ達を電脳空間に閉じ込め翻弄した。しかし、アンブレラのハッキングでシステムの制御が出来なくなり、そして危篤だったジョレスが死亡した事でその夢は潰え、一時は機能停止同然の状態になるも、アンブレラの説得を受けて機能を取り戻し、ジョレスの遺産を相続した事でパークの新たなオーナーとなる。
ジョレス・ロザノフ
「アリス・ファンタジオーソ」経営者。アリスの「おじーちゃん」。
息子夫婦を早くに亡くし、孫娘と暮らしていたがその孫娘も他界。その後は孫娘そっくりのアリスと暮らしていた。
物語開始時にはすでに不治の病に侵され、フロリナの医療施設に入院していた。そんな中、アリスがブレーメンIIのクルーを誘拐したと知り、その事をブレーメンIIに伝えるも、その後様態が急変、死去した。自分が死ぬ前にアリスにパークの全ての権利を相続させるという旨の遺言状を残していた。
チェス・マスター
「アリス・ファンタジオーソ」内でキラ達が最初に出会った人物。帽子・髪・服がすべて右半分が黒、左半分が白という「高飛車なツートンカラーのオバサン」。
アリスの管制下にある下位人工知能。チェスでキラ達にわざと負けたとされ、アリスに削除されるが、後に復元された模様。

#### Mission8「ドラゴンを探して」
呂星韶（ルイ・シンシャオ）
宇宙風水師。新しい星を開拓する時などに助言をしている。父が入植を薦めた惑星アスランの苦境が気がかりで乗船する。惑星開発公社最高特別顧問。
ニッカネン
惑星アスランの疾病対策センターに勤務する疾病分析官。謎の奇病に冒されている。

#### Mission9「長靴をはいた猫」
ポー
黒ネコのブレーメン。同じ単語を繰り返すように喋るのが特徴。
惑星ハッブルにあるグレイソン・ファームのハッブル茸栽培場で働いていたが、栽培場では自分を含めたブレーメンが虐待に近い扱いを受けており、それをモーゲンスターン博士に訴えるべくブレーメンIIに密航した。当初はキラとナッシュ等人間に対して不信感を露にしていたが、ブレーメンクルーとの交流で立ち直る。その後キラ達がグレイソン・ファームの実態を公にし、それがきっかけとなって可決されたブレーメンの権利保護法案は彼の名を取り「ポー法」と名づけられ、後にブレーメン初の連邦評議員となった。

## 船舶としてのブレーメンIIと航路

### 概要
西暦2306年8月15日ルナ・ステーション５より就航する新造船。
貨物船として、23個の星々を回ることになる。
D･F（ドラゴンフライ）タイプ　全長1600m　最大全幅1120m
船籍：地球　所属：スカイ・アイ本社　登録番号：J-55-1386-KN

### 船内施設
公園
船内にある公園。乗組員の憩いの場として存在する。
乗組員全員が交代で木や花の手入れをしている。気候を設定することが出来る。
病院(医務室）
カンガルーのヘンデル船医（後にアームストロング船医）が担当している。
患者に親切で献身的との評判。
食堂
船内レストラン「カッシーニ」。ジャイアントパンダの李が給仕長を勤める。原則的にセルフ・サービス。
草食ブース・肉食ブース・雑食ブースがあり、それぞれニホンザルのミザール・イワザール・キカザールが給仕を担当する。
図書館
白ヤギのアベル司書（館長）が担当する。
ホロ・ブックや電子ブックの他、この時代では貴重な紙の本も納められている。
その他、調理室・娯楽室・貯蔵庫・事務室・水耕栽培農園・貨物格納庫などがある。

### 航路
出発時の予定航路。実際にはプレリアからフロリアに戻ったりと、この通りには進んでいない。作中に登場しない星もある。
ホール・イン・ワン星系　パー　バーディ　イーグル　アルバトロス　ボギー
恒星ホール・イン・ワンを中心に惑星5個が周回している。ボギーの周回軌道は超楕円で、人類が住むことは出来ない。
カルナック
恒星バステトの第15番惑星。人口はおよそ3万人、その全員がインコ森羅教という新興宗教の信者。信仰上の理由で科学文明や先端技術を避けて暮らしている。
セリカ
工業惑星。また、天文台の観測船カイパーが恒星バステトの超新星爆発の前兆であるニュートリノ・バーストを観測し、ブレーメンIIに伝えた。
リリス
マホロバ星系　イザナギ　イザナミ
60年前、JJとコールにより発見された。
イザナギには宇宙神社がある。おみくじがルーレット化されている。
またイザナミは宇宙で一番貴重で高価な希少金属ネセサリウムを蔵するが、 身体的問題が起こるため、男子禁制。
デグランティーヌ星系　フロリナ　プレリア　ニヴォゼ
花の惑星フロリナは前作での経由地だったが、実質の目的地となった。
メルカトル
モルワイデ
ベルティカ
入植後8年が経過した星。目を見張る発展を遂げている。呂星韶の助言により入植が決定したらしい。
ガルミッシュ
カノン
タイタス
アスラン
30年前、呂星韶の父親が看た生涯最高の竜穴として開発を薦めた惑星。だが開発初期に漂ってきて衛星となった「ナイフの月」により最悪な相になってしまっていた。
それ以降、惑星全体の経済および国政状況は著しく悪化し、加えて現在は笑顔のまま笑い死にするという謎の奇病に全人口の80％以上が感染しているため、無期限の惑星封鎖中。
後にその原因がナイフの月の表面に群生する宇宙ゴケの胞子によるもので、この奇病は惑星に流れ込んだそれを人間が吸入した結果起こる症状であることがブレーメンIIの調査で判明し、アームストロング医師が研究の末にその特効薬を開発したことで流行は収束した。やがてナイフの月も処理されて相が正常化すると惑星全体の情勢は急激な回復を見せることとなった。
パロマ星系　ジェルミ　スキャパレリ　ハッブル
惑星ハッブルは宇宙三大珍味の一つと言われるハッブル茸を産出する。プラチナ1gよりハッブル茸1gの方が貴重。
グレイソン・ファームという大規模農園でブレーメンが栽培に従事しているが、実はハッブル茸の栽培成功というのは虚偽であり、実際は人間よりも感覚器官の鋭いブレーメン達を酷使して強引に採集させていたことがキラ達の潜入調査で発覚している。

## Intermissionいんたあみしよん
本編の間に挟まれる閑話。全3話。宇宙人であるチネチッタ星人が登場する。
チネチッタ星人および彼らの船は地球人と比べかなり小さいので、最強兵器 ポテチ砲でもブレーメンIIに効くことはなく、計器にパルス反応を示させる程度である。
彼らの宇宙船（旗艦コイケヤ）は色といい形といい アップル・パイのようであったためナッシュにかじられ、ゴミとして捨てられた。
この事柄が、太古の昔からチネチッタで語り継がれる「主上者（オーバーロード）伝説」と合致したため、チネチッタは軍力を放棄した。
2話では青年将校によりクーデターが起き、ドンタコス大元帥が拘束される。再び宇宙征服に乗り出すところだったが、ナッシュが無くしてしまった銀色のスクレイパーによって壊滅。
この2つの出来事を受けたカプリコ博士は「主上者伝説」の原典を見つけ、全宇宙を支配する万能の力を手に入れるため主上者を探しに出るが、『灰色の星・灰色の服・宇宙樹を従える主上者』に合致していたリトル・グレイに気づかれず踏み潰されてしまう。（宇宙樹はドリアード）
チネチッタ人の平均身長は1.6ロッテ（1ロッテは約1ミリ）。
人物や船、武器の名前には実在する菓子メーカーや菓子の名前そのままか、もしくは区切る場所を変えたものが登場する。

### 登場人物
- 総司令官ドンタコス大元帥 － 5個艦隊総鑑数100万、総兵力25億の宇宙最強（当社比）の軍団の総司令官。後に「主上者伝説」を唱え、軍備廃棄する
- チョ・コボール少将 － 「主上者伝説」を信じ軍備廃棄したことに反発してクーデターを起こす。ドンタコス大元帥から「辮髪の小僧」と呼ばれる
- カプリコ博士 － 帝国歴史編纂所に居る、帝国歴史学会の重鎮

## 単行本
- ジェッツコミックス
  1. 2000年3月 168P ISBN 9784592132417
  2. 2001年3月 166P ISBN 9784592132424
  3. 2002年5月 162P ISBN 9784592132431
  4. 2002年12月 186P ISBN 9784592132448
  5. 2004年9月 178P ISBN 9784592132455
- 白泉社文庫
  1. 2009年5月 ISBN 9784592886884 解説：大倉貴之
  2. 2009年7月 ISBN 9784592886891 解説：小川一水
  3. 2009年9月 ISBN 9784592886907
  4. 2009年11月 ISBN 9784592886914